# Echeta pandiona
Echeta pandiona är en fjärilsart som beskrevs av Stoll 1782. Echeta pandiona ingår i släktet Echeta och familjen björnspinnare. Inga underarter finns listade i Catalogue of Life.

## Bildgalleri

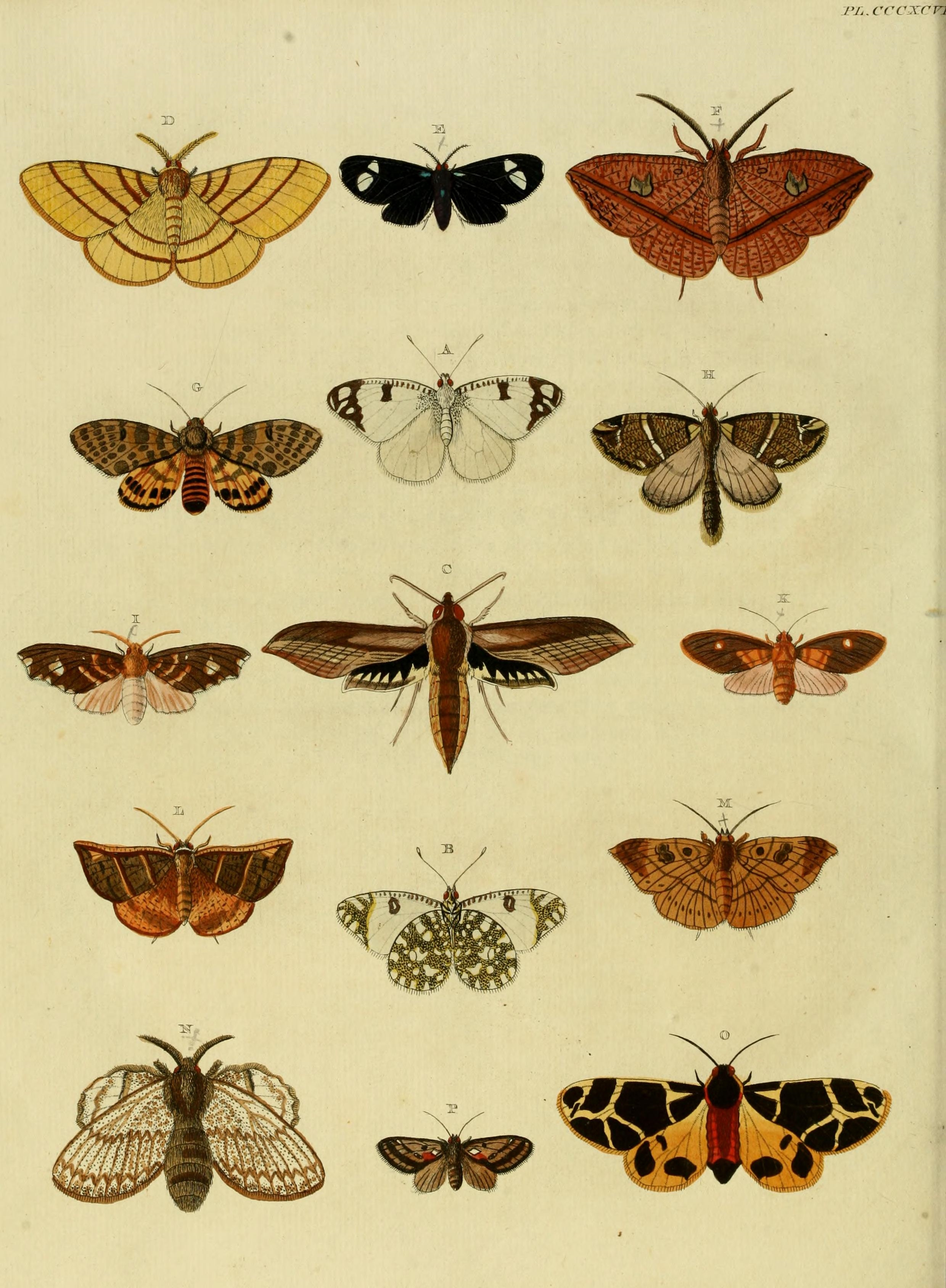